# Miklavževanje
Miklavževanje je stara zimska šega, ki je doma v celotnem alpskem prostoru, kjer se mladi fantje na predvečer godu Sv. Nikolaja, 5. decembra, vsako leto preoblečejo v parkeljne, kjer v spremstvu Sv. Miklavža rajajo po ulicah in hišah vasi. Selijo se iz hiše do hiše, kjer obiskujejo otroke, dekleta in starejše vaščane. Predstavljajo dobre duhove, ki s svojim ropotom preganjajo zle zimske duhove iz ljudi, hiš in celotne vasi.
4. junija 2021 je bilo na pobudo Slovenskega etnografskega muzeja miklavževanje vpisano v register nesnovne kulturne dediščine.